# Tamanarte
Tamanarte  (in arabo تمنارت‎?) è un centro abitato e comune rurale del Marocco situato nella provincia di Tata, regione di Souss-Massa. Conta una popolazione di 6 198 abitanti (censimento 2014).